# Akasan
Akasan (đôi khi là Aka100) là một loại đồ uống phổ biến của Haiti được làm từ sữa, bột ngô, hoa hồi, vani và quế. Nó được uống ấm hoặc lạnh, thường là đồ uống cho bữa sáng. Akasan được biết đến với độ dày và ngọt đậm đà.